# Kalevi Vehkonen
Kalevi Vehkonen   (Keuruu, 26 de setembre de 1946 - Vantaa, 4 de gener de 2023) fou un pilot de motocròs finlandès que destacà en competició internacional a començaments de la dècada de 1970, essent un dels millors competidors del Campionat del Món de motocròs en la categoria dels 250cc durant una curta etapa.
A finals de 1971 fitxà per Montesa i la temporada de 1972 aconseguí el quart lloc final del Mundial, just darrere dues Suzuki i una Yamaha, situant així a Montesa com el millor fabricant europeu i assolint de passada el millor resultat obtingut mai per una motocicleta catalana en aquest campionat. Fruit de la seva tasca com a pilot provador i de la feina de Pere Pi com a enginyer, Montesa tragué al mercat a finals d'aquell any la Cappra 250 VR ("Vehkonen Replica"), una de les màquines de motocròs més populars al seu temps.
Kalevi era oncle de Pekka Vehkonen, Campió del Món de 125 cc el 1985 i quatre vegades Subcampió del Món de 250 cc. El seu fill Ismo, també pilot de motocròs, va ser dues vegades campió de Finlàndia i va competir al mundial al tombant de la dècada del 1980.

## Trajectòria esportiva
Abans de fitxar per Montesa, Vehkonen ja havia aconseguit importants triomfs amb Husqvarna, havent guanyat, per exemple, el Campionat de Finlàndia de 250cc i la dura prova d'enduro Päijänteen ympäriajo l'any 1968. Aquell mateix any guanyà el Gran Premi de Finlàndia disputat a Hyvinkää (amb un minut d'avantatge sobre el Campió del Món Joël Robert), esdevenint de passada el segon finès a haver guanyat mai un Gran Premi de motocròs.
Durant el 1969 viatjà arreu d'Europa amb el seu compatriota Heikki Mikkola, a qui li presentà un amic seu, Georges Meekers, qui acabaria essent el mànager de Mikkola. La temporada de 1971, Vehkonen guanyà el seu segon Gran Premi, el de Polònia, però a finals de temporada, veient que la seva renovació amb la marca sueca s'endarreria més del compte, seguint el consell d'un seu amic se n'anà en cotxe cap a la fàbrica de Montesa, a Esplugues de Llobregat, a oferir els seus serveis a la marca catalana. Després de provar la moto, ambdues parts en quedaren gratament impressionades i ràpidament arribaren a un acord.

### L'etapa amb Montesa

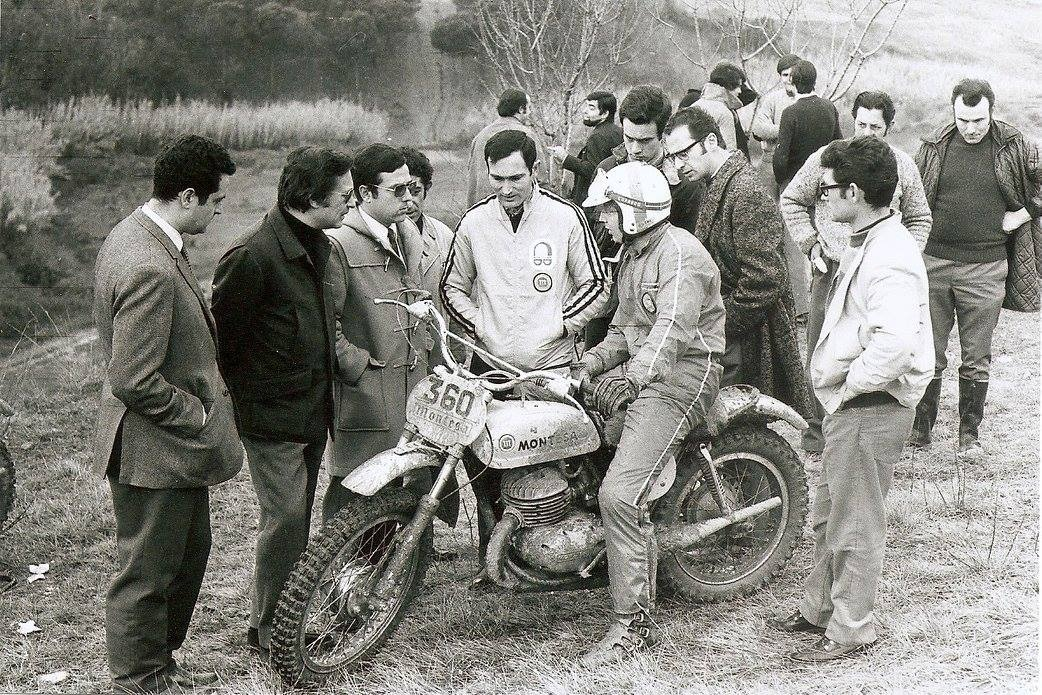
Vehkonen provant un prototip de Cappra 360 al circuit del Vallès el 1972

La seva primera temporada amb Montesa (1972), competí amb una Cappra 250 MX a l'aleshores disputadíssim Campionat del Món de motocròs de 250cc, situant finalment la Montesa just darrere de les màquines japoneses de Joël Robert (Suzuki), Håkan Andersson (Yamaha) i Sylvain Geboers (Suzuki). La seva reeixida "MX", presentada oficialment al gener d'aquell any, pesava 88 quilos i el seu motor oferia 35 CV a 8.500 rpm, amb un parell motor màxim que vorejava les 4.000 rpm. El carburador era un Bing de 37 mm. Després de l'èxit assolit amb aquella moto, el 1973 Montesa en tragué al mercat una rèplica fidel que anomenà Cappra 250 VR ("Vehkonen Replica"). Aquell model donà pas després a les versions "V'75" primer, seguida de les "VA" (1975) i "VB" (1976).
Després dels èxits aconseguits la temporada de 1972, Vehkonen començà la pre-temporada de 1973 amb molta empenta. Al març, pilotant un prototipus de Cappra de 360cc, guanyà el Motocròs Internacional De Duinen (a Hechtel-Eksel, Bèlgica), davant d'asos del nivell de Roger De Coster, Håkan Andersson i Heikki Mikkola. Dues setmanes abans, a Lummen, ja havia guanyat la primera mànega i anava encapçalant la segona quan s'hagué de retirar per problemes mecànics. Aquella cursa tenia una concurrència encara més espectacular: De Coster, Mikkola, Joël Robert, Sylvain Geboers, Bengt Åberg i Jim Pomeroy.
Malauradament, tan engrescadors inicis no tingueren continuïtat i aquella temporada, al Mundial, no passà d'un decebedor desè lloc final. De cara a 1974, tot i que començà l'any guanyant el Campionat de Finlàndia amb la marca catalana, Montesa no li renovà el contracte i promogué el belga Raymond Boven com a principal pilot de fàbrica. Vehkonen tornà aleshores a Husqvarna i seguí competint un parell de temporades més al Mundial, aconseguint encara algun resultat internacional destacat com ara la victòria al Motocross der Azen de 1975.

## Palmarès al Campionat del Món

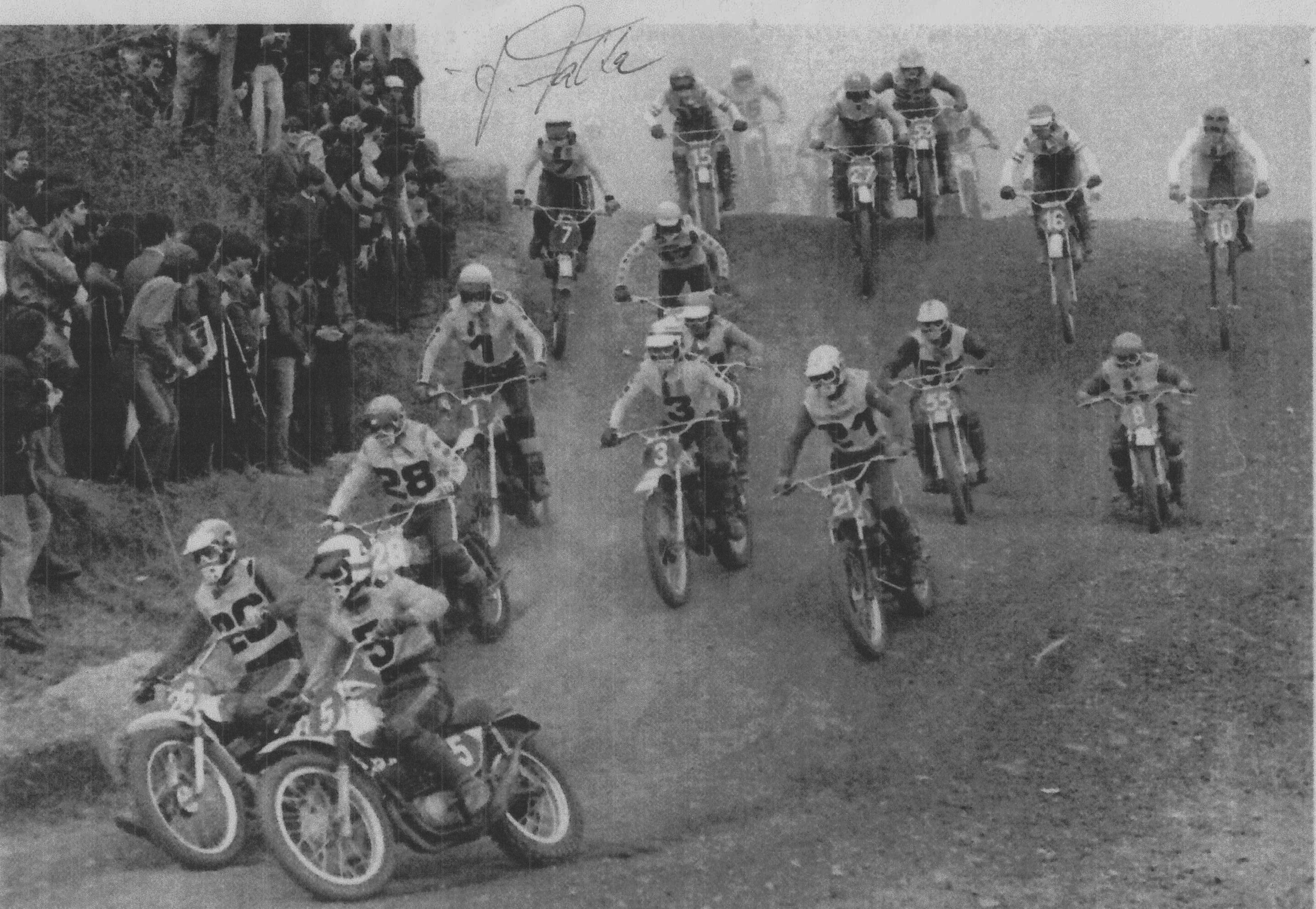
Vehkonen (núm. 28) amb la Cappra al Gran Premi d'Espanya de 1973

| Any  | Motocicleta | 250cc |
| ---- | ----------- | ----- |
| 1965 | Husqvarna   | 16è   |
| 1966 | Husqvarna   | 18è   |
| 1967 | Husqvarna   | -     |
| 1968 | Husqvarna   | 8è    |
| 1969 | Husqvarna   | 12è   |
| 1970 | Husqvarna   | 25è   |
| 1971 | Husqvarna   | 10è   |
| 1972 | Montesa     | 4t    |
| 1973 | Montesa     | 10è   |
| 1974 | Husqvarna   | 17è   |
| 1975 | Husqvarna   | 17è   |